# Романова Марія Кирилівна
Марія Кирилівна Романова (рос. Мария Кирилловна Романова, 2 лютого 1907 — 25 жовтня 1951) — російська княжна крові імператорської з дому Романових, від 1922 року — велика княжна, дочка великого князя Російської імперії Кирила Володимировича та британської принцеси Вікторії Меліти, дружина 6-го князя Лейнінгенського Карла.

## Біографія

### Дитинство та юність
Марія народилась 2 лютого 1907 року у Кобурзі, столиці герцогства Саксен-Кобург-Гота, за часів правління свого двоюрідного дядька Карла Едуарда. Стала первістком в родині великого князя Російської імперії Кирила Володимировича та його дружини Вікторії Меліти Саксен-Кобург-Готської, з'явившись на світ на другий рік після їхнього весілля. Для матері це був другий шлюб. Союз був укладений без дозволу як британського, так і російського суверенів, внаслідок чого батькам був заборонений в'їзд до Росії.

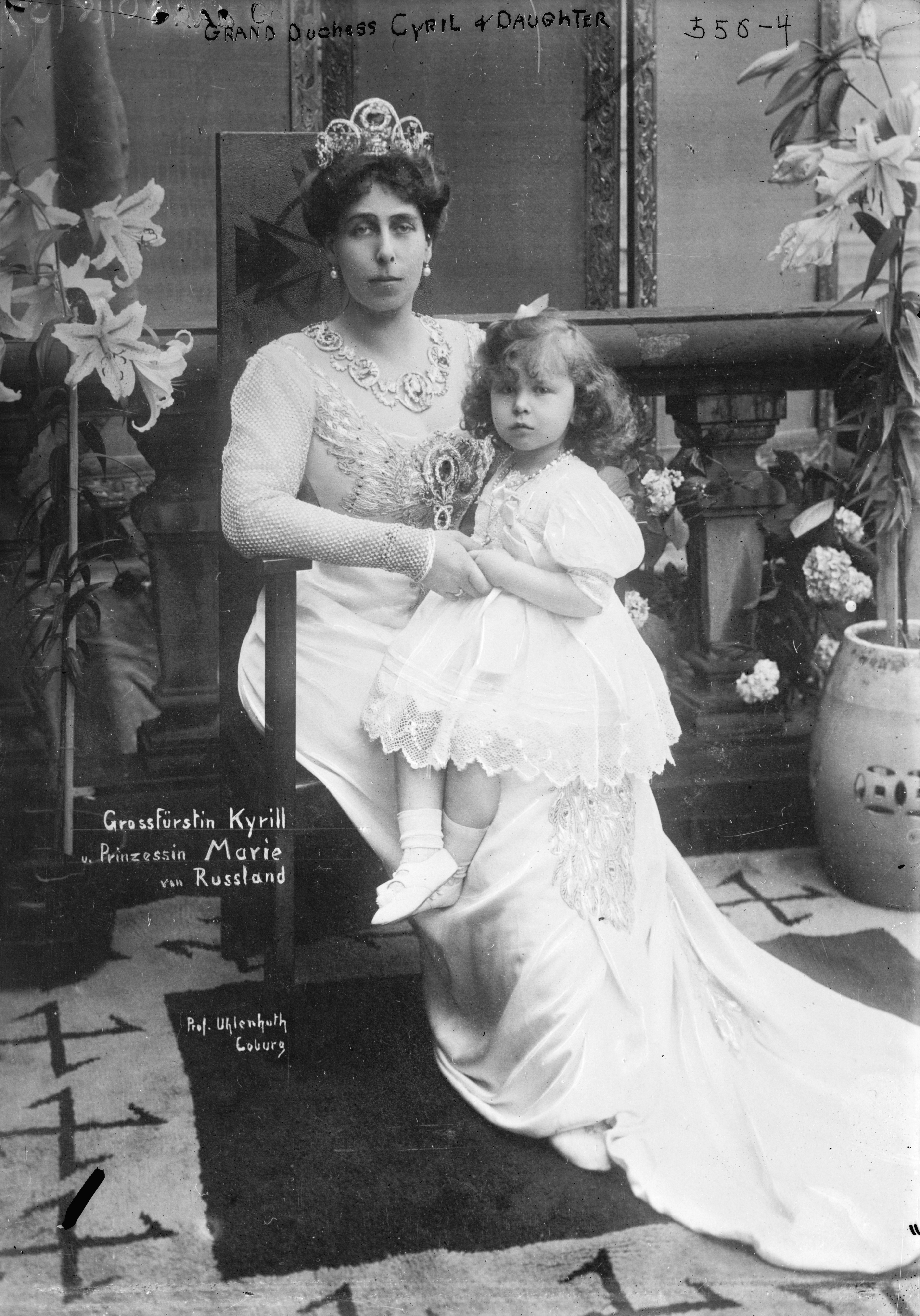
Марія на руках у матері, близько 1909 року

 Імператор Миколай II, хоча й не визнав шлюб, на випадок народження у Кирила дітей дарував їм прізвище князів Кирилівських, з титулом світлості, і з наданням на кожного з них з наділів на їх виховання й утримання 12 500 рублів на рік до досягнення громадянського повноліття.
Незадовго перед народженням доньки, Вікторія Меліта вирішила перейти у православ'я. Новонароджена своє ім'я отримала на честь бабусі Марії Олександрівни та тітки Марії. В родині дівчинку кликали на французький манер Марі або на російський — Маша. 15 липня 1907 року шлюб її батьків був визнаний російською стороною спеціальним Указом, й Марія була включена до імператорського дому з наданням титулу «Високості» та визнанням її княжною крові імператорської. Мешкала сім'я у будинку поблизу Єлисейських Полів у Парижі на гроші, що виділяли їм родини.
Наприкінці 1908 року батько був поновлений у своїх правах у Росії, й сімейство отримало змогу повернутися на його батьківщину. Втім, мати була вагітна другою дитиною і з переїздом зачекали. 9 травня 1909 року вона народила другу доньку, яку назвали Кірою. Батько, який раніше служив на флоті, у тому ж році повернувся на службу на крейсері «Олег», який в той час виконував завдання у Середземному морі. Мати разом з ним та доньками прибула до Петербургу у травні 1910 року.
Оселилися вони у палаці на вулиці Глинки, 13. У Царському Селі їм надали один з Кавалерських будинків на Садовій вулиці. Мати відразу влилася у світське життя столиці, з задоволенням брала участь у званих вечерях та урочистих балах, також займалася малюванням та озелененням своїх володінь. Батько до осені 1912 року служив на флоті на крейсері «Олег». Разом вони полюбляла подорожувати автівкою. Літо 1914 року родина провела на яхті на Фінській затоці та у Ризі. Відносини батьків із дітьми були дуже теплими. Дівчатка мали няньку-англійку та з раннього віку вивчали кілька мов, у тому числі російську, англійську, французьку та німецьку.

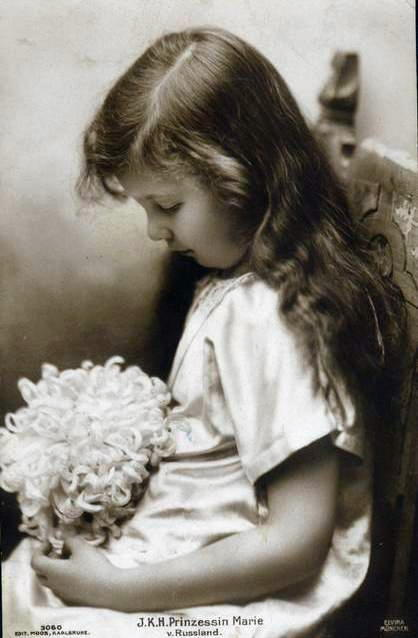
Марія близько 1912 року

Після Лютневої революції сім'ї дозволили виїхати з Петрограду. На початку червня 1917 року вони потягом відбули до Гельсінкі, сховавши деякі коштовності в одязі. Два тижні провели в маєтку Хайкко, після чого орендували дім в Порвоо, де провели наступні два роки. Саме там у серпні 1917 року народився молодший брат Марії — Володимир. У грудні 1917 року Фінляндія проголосила свою незалежність від Росії. Становище сімейства було скрутним, інколи не вистачало харчів, доводилося просити допомоги у родичів.
Восени 1919 року родина виїхала до Німеччини, де у Мюнхені зустрілася з Марією Олександрівною, після чого всі разом виїхали до Цюриха. Восени 1920 року померли обидві бабусі Марії, від них сімейство успадкувало віллу в Ніцці та палац у Кобурзі, які й стали їхніми домівками. Кобург в той час вже відійшов Баварії. Місцевий Палац Кирила (нім. Kyrill-Palais) також називали вілла Едінбург. Сусідній із ним замок Бюрґласс належав царській родині Болгарії. Літні місяці сімейство проводило у Бретані в містечку Сен-Бріак-сюр-Мер.
У 1922 році Кирило Володимирович проголосив себе Охоронцем Російського імператорського престолу, а у 1924 — імператором Росії. Його претензії були підтримані обмеженим колом монархістів.
Донькам він у 1922 році дарував титули великих княжон. Марію, яка успадкувала від бабусі з материнського боку не надто яскраву зовнішність та виглядала старшою за свій вік, відправили до румунського двору тітки Марії. Невдовзі її кузина Ілеана поскаржилася, що Марія кокетує з одним із одружених придворних. Дівчину забрали додому, а стосунки між Вікторією Федорівною та Марією Румунською на певний час були зіпсованими.
Того ж 1924 року Марія закохалася у спадкоємного принца Карла Лейнінгенського та заручилася із ним. Наречений не був вродливим, мав невеликий зріст та походив з медіатизованого на початку XIX століття роду.

### Шлюбне життя

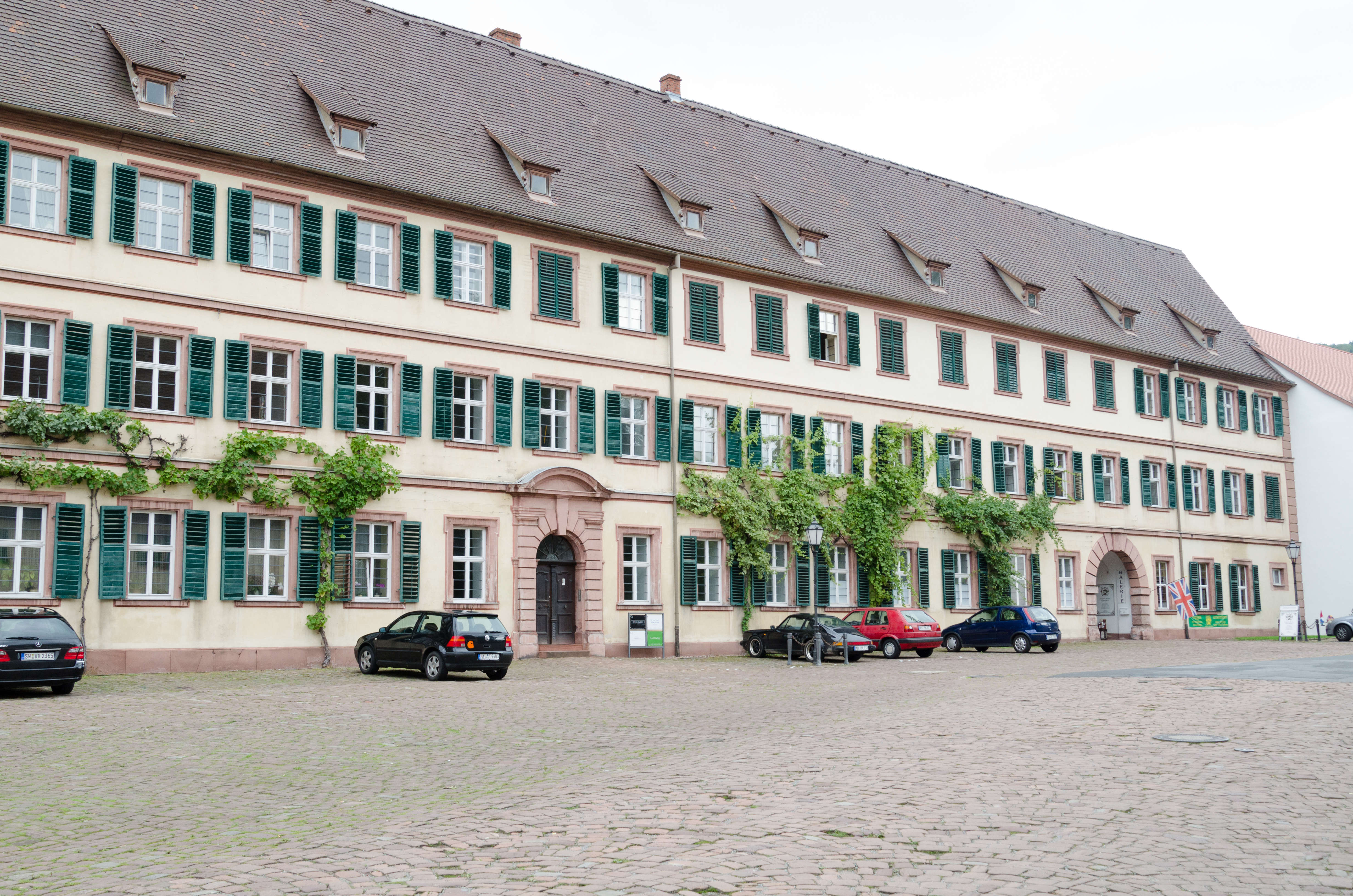
Палац в Аморбаху

У 18 років Марія взяла шлюб із 27-річним спадкоємним принцом Лейнінгенським Карлом. 24 листопада 1925 року у Кобургу був підписаний шлюбний контракт, для чого на віллу Едінбург прибув бургомістр міста. Весілля пройшло вранці 25 листопада в Едінбурзькому палаці. Наречена була вдягнута у традиційну біло-сріблясту сукню, стилізований кокошник та довгу прозору фату. Церемонія вінчання проводилася за православним та лютеранським звичаями. Вінчав пару отець Павло (Адамантов). Серед гостей були присутніми великий князь Дмитро Павлович, принцеса Грецька Олена з доньками Єлизаветою та Мариною, інфанта Беатріса з чоловіком. Більшість російських родичів не змогли приїхати через відсутність коштів. Після вінчання відбувся святковий сніданок та привітання молодят. Того ж дня вони відбули у медовий місяць до Італії. Шлюб виявився щасливим.
Оселилися молодята в Аморбаху, де була основна резиденція родини Лейнінгенів. Також князівському дому належав замок Вальдляйнінген. Невдовзі Марія завагітніла і у жовтні 1926 року народила первістка. Її мати була присутньою при пологах та надалі допомагала займатися дитиною. Згодом вона приїжджала до Марії кожного разу, коли та народжувала, хоча сама вже мешкала у Франції. Всього у подружжя було семеро дітей.
Наприкінці 1920-х років чоловік Марії потрапив у автокатастрофу. Після тривалого лікування він одужав, однак його права рука залишилася паралізованою, до того ж він почав кульгати на ліву ногу.

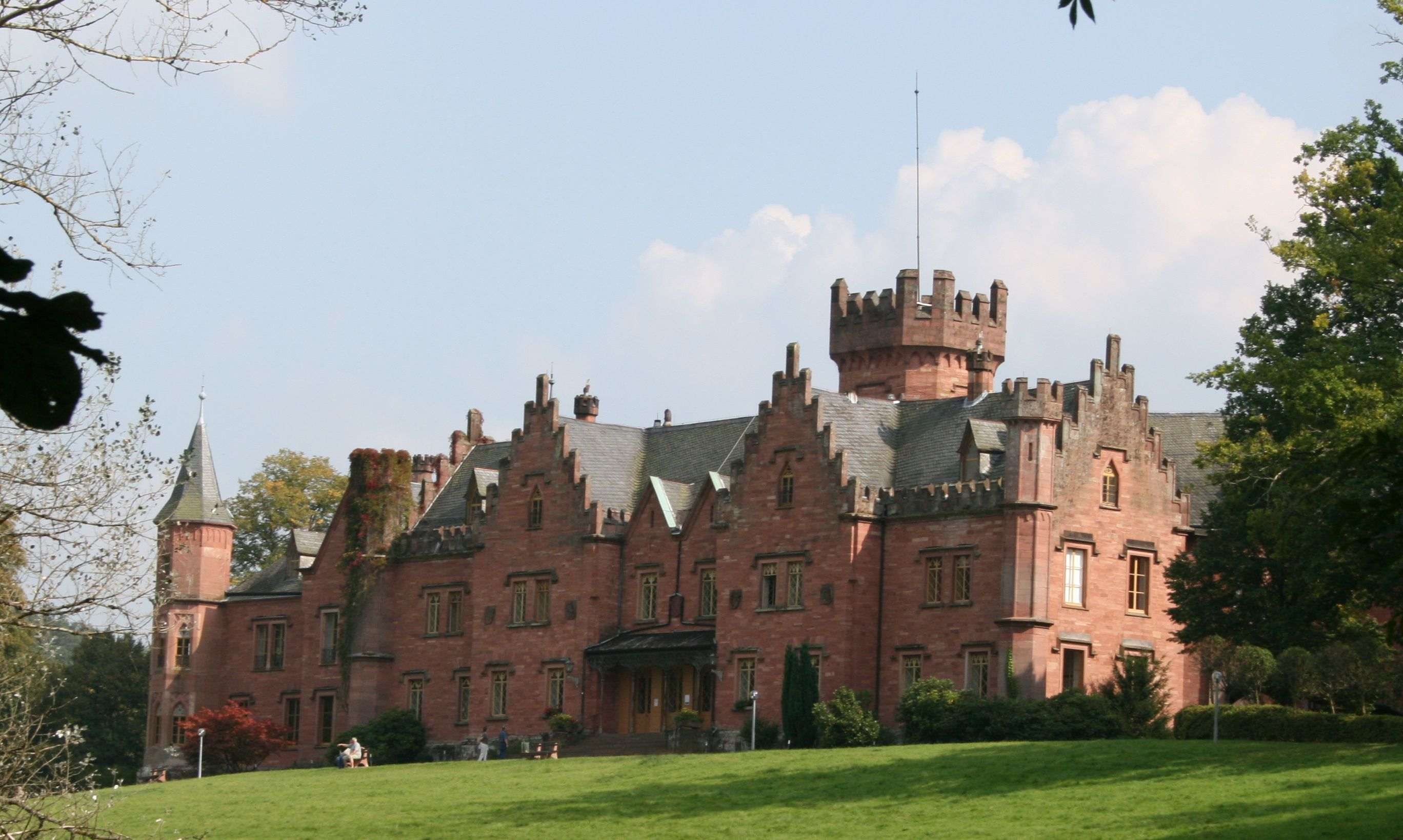
Замок Вальдляйнінген

У 1930-х роках у сербському місті Нові-Сад під покровительством Марії діяло Російсько-сербське благодійне товариство Великої княжни Марії Кирилівни, яке надавало допомогу нужденним біженцям з Росії.
У 1936 році пішла з життя мати Марії, а у 1938 році — і батько. Після його смерті княжна успадкувала віллу Едінбург у Кобурзі, яку за два роки продала місту.
У липні 1939 року Карл успадкував титул князя Лейнінгену. Під час Другої світової війни він служив на флоті, був комендантом острова Великий Тютерс у Фінській затоці Балтійського моря. У вересні 1944 року потрапив у полон до Радянського Союзу. Марія була певна, що він загинув наприкінці 1944 року, однак князь помер у серпні 1946 року у таборі військовополонених під Саранськом. Марія залишилась у скрутних фінансових умовах.
Влітку 1950 року її старший син узяв шлюб із принцесою Ейлікою Ольденбурзькою, у червні 1951 року народилась перша онука, яку назвали Мелітою. За кілька місяців, у жовтні 1951 року 44-річна Марія пішла з життя у Мадриді, де навідувала брата. Похована у маєтку Вальдляйнінгена.

## Родина
Чоловік — Карл Лайнінгенський
Діти:
- Еміх (1926—1991) — 7-й князь Лейнінгенський, був одружений з принцесою Ейлікою Ольденбурзькою, мав четверо дітей;
- Карл (1927—1990) — принц цу Лейнінген, був керівником брокерської фірми у Канаді, у 1957—1968 роках був одруженим із болгарською принцесою Марією Луїзою, мав двох синів;
- Кіра (1930—2006) — дружина принца Андрія Югославського у 1963—1972 роках, мали трьох дітей;[15]
- Маргарита (1932—1994) — дружина титулярного князя Гогенцоллерна-Зігмарінгена Фрідріха Вільгельма, мала трьох синів;
- Мехтільда (нар. 1936) — дружина Карла Антона Баушера, має трьох синів;
- Фрідріх (1939—1999) — був двічі одруженим, дітей не мав;
- Петер (1942—1943) — прожив 3 тижні.

## Нагороди
- Великий хрест ордену Святої Катерини (Дім Романових) (1924).[16]